# Viola Valachová

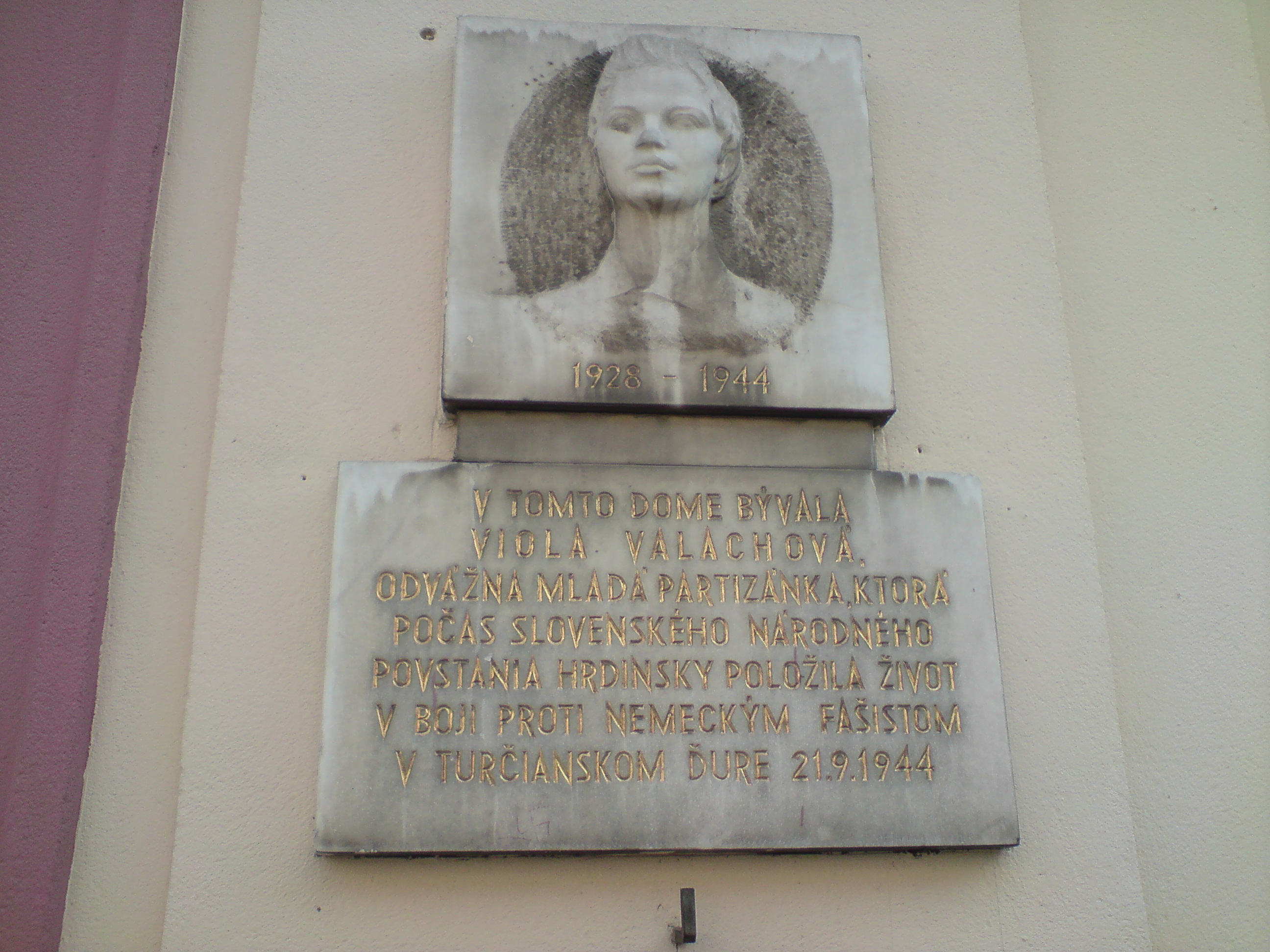
Pamětní deska na domě, kde žila (Tobrucká ulice č. 2 v Bratislavě). Autor: akad. sochař Ladislav Pollák

Viola Valachová (1928 – 21. září 1944 poblíž Turčianského Ďuru) byla slovenská partyzánka v době druhé světové války, účastnice Slovenského národního povstání.
Před válkou žila na Starém mestěv Bratislavě, v domě č. 2 na Tobrucké ulici. Po vypuknutí Slovenského národního povstání vstoupila do partyzánského oddílu v obci Slovany. Oddíl dlouho nebojoval, až spolu s partyzánským oddílem z Martina vstoupil do boje s německými jednotkami bojové skupiny Schill, přicházející ze směru od Slovenského Pravna.
21. září 1944 partyzáni spatřili kolonu, v jejímž čele stálo auto s německými důstojníky. 16letá Viola hodila na auto ruční granát. Exploze zabila tři nacisty, ale sama byla zraněna Němci střelbou z obrněného transportéru. Němečtí vojáci ji zajali, vláčeli za vlasy a dlouho ji bili. Zemřela na následky týrání.
Ke dvacátému výročí úmrtí byla 21. září 1964 odhalena na zdi domu č. 2 v Tobrucké ulici, kde bydlela, pamětní deska z bílého mramoru s jejím portrétem. Autorem polobusty je sochař Ladislav Pollák. Antifašistické organizace na Slovensku zde každoročně pokládají věnce.
Na její počest byla pojmenována ulice v bratislavské čtvrti Dúbravka. Lavička na Drotárské cestě v Bratislavě nese dvojjazyčnou dedikaci:

NA PAMIATKU

VIOLY VALACHOVEJ

(1928 – 1944)

HRDINKY SNP, KTORÁ ZOMRELA V BOJI PROTI NÁCKOM

IN MEMORY OF

VIOLA VALACHOVÁ

(1928 – 1944)

HERO OF WW2, DIED IN FIGHT AGAINST NAZIS

Je pohřbena na hřbitově Slávičie údolie v Bratislavě.